# Eupatula aerosa
Eupatula aerosa là một loài bướm đêm trong họ Noctuidae.